# Tenontosaurus
Tenontosaurus ("senor ödla") är ett släkte av medel- till stora ornithopoder dinosaurier. Släktet är känt från slutet Aptian till Albian åldrar mitten kritaceiska sediment i västra Nordamerika, daterade för mellan 115 och 108.000.000 år sedan. Släktet ansågs tidigare tillhöra gruppen hypsilophodontider, men eftersom Hypsilophodontia inte längre betraktas som en klad, anses numera Tenontosaurus vara en mycket basal medlem av  iguanodonterna.
Många exemplar av T. tilletti har samlats in från flera geologiska formationer i hela västra Nordamerika. T. Dossi är känd från endast en handfull prover som tagits från den Twin bergen Bildning av Parker län, Texas.